# Південь штату Мараньян (мезорегіон)
Південь штату Мараньян (порт. Mesorregião do Sul Maranhense) — адміністративно-статистичний мезорегіон в Бразилії. Входить в штат Мараньян. Населення становить 281 692 чоловік на 2006 рік. Займає площу 67 607,081 км². Густота населення — 4,2 чол./км².

## Склад мезорегіону
В мезорегіон входять наступні мікрорегіони:
1. Шападас-дас-Мангабейрас
2. Порту-Франку
3. Жерайс-ді-Балсас

| Бразилія | Це незавершена стаття з географії Бразилії. Ви можете допомогти проєкту, виправивши або дописавши її. |